# Isabel Plá
Pour les articles homonymes, voir Pla.
Plá  Jarufe est un nom espagnol. Le premier nom de famille, en général paternel, est Plá ; le second, en général maternel, souvent omis, est Jarufe.
Isabel Cecilia Plá Jarufe (Quillota, Région de Valparaíso; 31 janvier 1964) est une femme politique chilienne, membre de l'Union démocrate indépendante (UDI).
Entre le 11 mars 2018 et le 13 mars 2020 elle est ministre de la Femme et de l'Égalité des Genres dans le deuxième gouvernement de Sebastián Piñera Echenique.

## Biographie
Née le 31 janvier 1964 à Quillota, elle est la fille aînée de Ramón Plá, immigrant espagnol, et Joan Jarufe, d'origine arabe. Avec ses trois frères (Montserrat, Ramón et Karim) elle grandit dans la ville de Concepción où sa famille a déménagé et tient une boulangerie.

### Études et carrière professionnelle
Elle étudie au collège Inmaculada Concepción. En 1983, elle s'inscrit en droit à l'université Gabriela Mistral de Santiago, mais au bout de deux ans elle abandonne ses études pour des raisons économiques. Elle travaille dans le dépôt de laine de ses cousins à Viña del Mar.
Elle reprend des études supérieures en 1987, et étudie les relations publiques à l'institut professionnel IPEVE (actuellement université Diego-Portales) : elle présente son projet de fin d'études mais n'est jamais diplômée car elle choisit de travailler dans l'étude d'architectes d'Emilio Arancibia (qui organisait alors la Biennale d'Architecture de 1991). Elle obtient ensuite un diplôme en communication politique de l'Université Alberto Hurtado.
Entre 2014 et 2017, elle est coordinatrice de l'unité de conjoncture et politique de la Fondation Avanza Chile.
Elle participe au programme Estado nacional de la Télévision nationale du Chili, entre mars et décembre 2011. À partir d'octobre 2014, elle est chroniqueuse hebdomadaire pour Le Líbero. En 2017, elle intervient régulièrement dans les radios Cooperativa et La Clave.

### Vie privée
Isabel Plá est mariée depuis 1996 avec Luis Felipe Olivares Quirós.

## Carrière politique
Sa carrière politique commence en 1992, comme cheffe de cabinet de la députée María Angélica Cristi. En 2004, elle est élue conseillère municipale de Peñalolén pour un mandat de 4 ans. Elle est ensuite vice-présidente de l'Union démocrate indépendante (UDI). Entre 2010 et 2014, elle est coordinatrice du département de conjoncture du Secrétariat Général de la Présidence. 
Le 23 janvier 2018, elle est nommée ministre de la Femme et de l'Égalité des Genres par le président Sebastián Piñera, poste qu'elle occupe à partir du 11 mars de cette même année. Elle démissionne le 13 mars 2020,.

## Controverses

### Avortement
Elle est critiquée dès sa nomination pour ses positions contre la dépénalisation de l'avortement dans les « trois causes » (viol, inviabilité du fœtus et risque vital pour la femme enceinte) alors même que la loi entre en vigueur pendant son mandat : lors du vote de la loi en 2017, elle avait indiqué « un jour au Chili et dans le monde l'avortement sera quelque chose d'aussi impensable que l'esclavage ».  

### Rôle pendant la crise sociale du Chili
Le 25 novembre 2019, dans un contexte de crise sociale et de manifestations depuis octobre 2019 au Chili, le mouvement féministe s'empare de l'intervention de rue Un violeur sur ton chemin, créée par Lastesis, et plus de 2 000 femmes dénoncent les violences sexistes commises par l'État, l'Armée et les Carabiniers. L'intervention est répliquée dans de nombreux pays, entre autres la France, l' Allemagne, l'Espagne, les États-Unis, le Mexique, la Colombie et l'Argentine.
Le 29 novembre 2019, une manifestation réunit plus de 100 femmes devant le Ministère de la Femme et l'Équité de Genre : elles exigent la démission d'Isabel Plá à cause de son absence et de son silence durant la crise sociale que traverse le pays, alors que les plaintes d'agressions sexuelles commises par des Carabiniers se multiplient.
Après des rumeurs de démission, Plá déclare le 10 mars 2020 qu'elle continue son travail au ministère tant qu'elle y est utile : elle démissionne trois jours plus tard.